# Brahma (rasa kury)

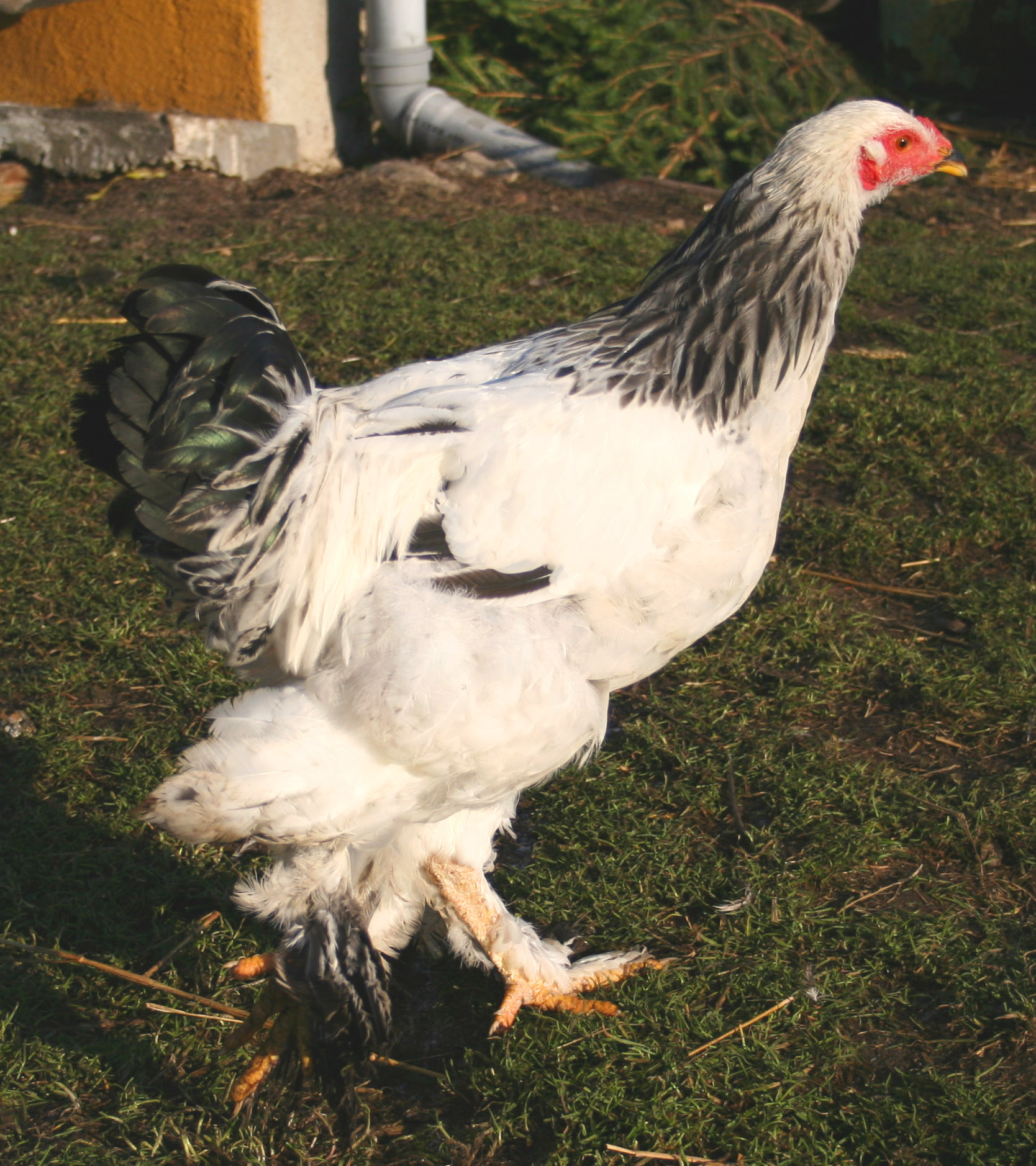
Brahma biała gronostajowa

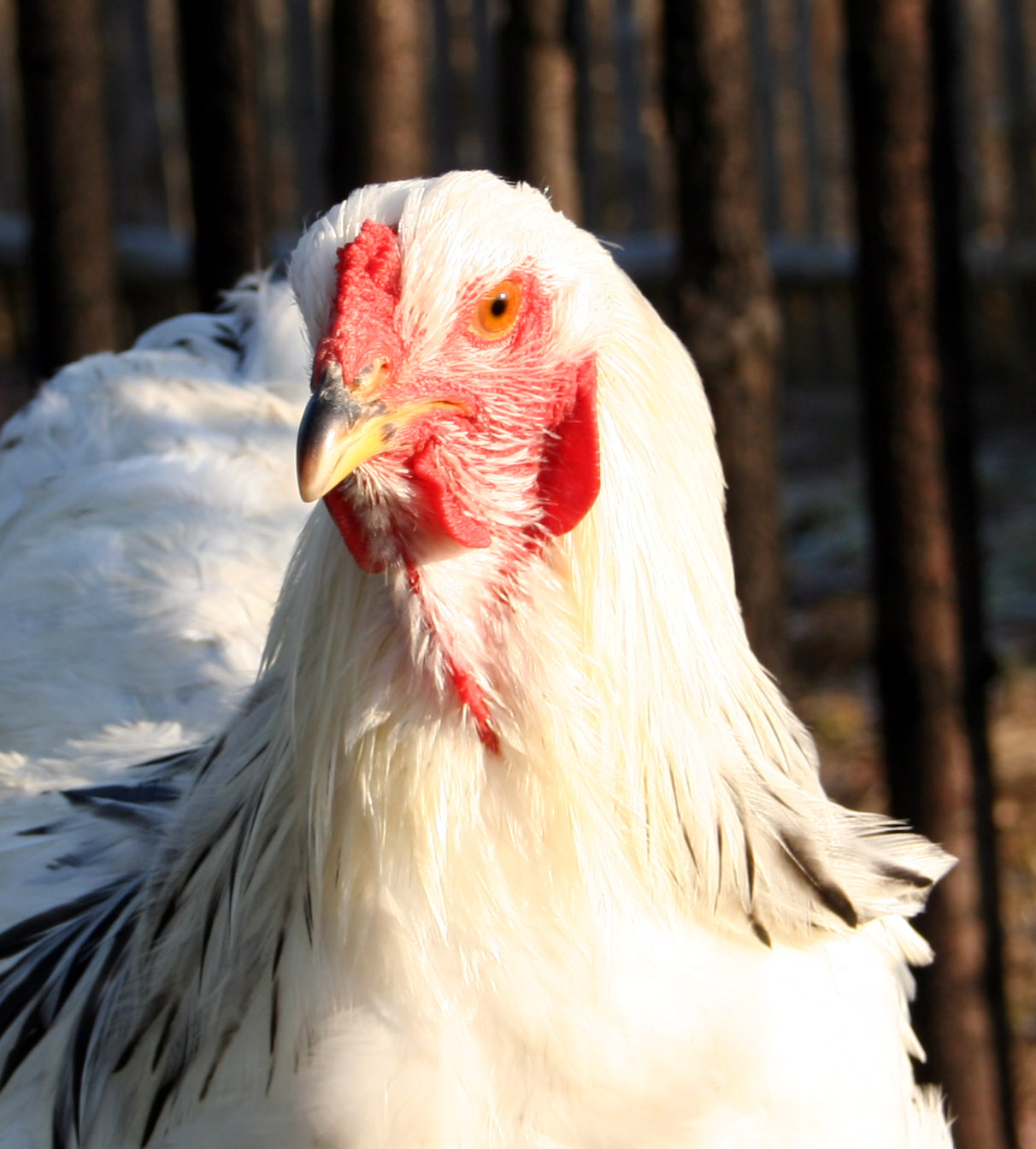
Głowa koguta rasy brahma

Brahma – rasa kury domowej pochodząca z Indii.

## Rys historyczny
Nie jest wyjaśnione dokładne pochodzenie tej rasy kur, w XIX wieku były one nazywane chittagong bądź shanghai.

## Wygląd
Cechą charakterystyczną tej rasy kur jest jej wielkość (jedna z największych ras), spora masa (koguty mogą ważyć ok. 5 kg) oraz bardzo bogate upierzenie. Posiadają nisko osadzony tułów i krótki grzbiet, także krótką i silnie upierzoną szyję. Nogi oraz żółte palce są pokryte piórami.

### Barwa
Spotykane jest różnorodne ubarwienie:
- czarne
- białe
- kuropatwiane
  - paskowane (najczęściej spotykane)
  - niebieskie paskowane
- brzozowe
- krogulcze
- jasnożółte
- niebieskie
- gronostajowe

## Nieśność
Kura rasy brahma osiąga dojrzałość rozrodczą w wieku około 7 miesięcy, kogut jest dojrzały płciowo po półtora roku. Jaja tych kur są niewielkich rozmiarów, o kremowym kolorze, znoszone także w okresie zimowym. Wśród kogutów zdarzają się takie, które dojrzewają mając 9 miesięcy (brahmy niebieskie).